# 高橋龍太郎

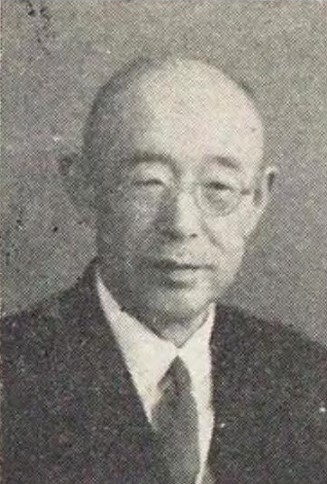
高橋龍太郎

高橋 龍太郎（たかはし りゅうたろう、1875年（明治8年）7月15日 - 1967年（昭和42年）12月22日）は、昭和期の実業家、政治家。参議院議員（1期）、大日本麦酒社長、高橋ユニオンズオーナー、日本サッカー協会会長（第3代）。
ビール製造技術者から経営者となり、「日本のビール王」とも称される。

## 来歴・人物
愛媛県喜多郡内子村（現内子町）生まれ。旧制松山中学校（現・愛媛県立松山東高等学校）卒業後、東京高等商業学校（現一橋大学）に進学するも、脚気の治療のための転地を兼ねて新設された第三高等学校（現京都大学）工学部機械工学科に転校、1898年に卒業する。
高等学校卒業後、大阪麦酒（後の大日本麦酒、現・アサヒグループホールディングスおよびサッポロホールディングス）に入り、1898年から6年間ドイツに留学して醸造技術を学び、帰国後は製造責任者としてビール造りに携わる。後に社長となり、ビールを日本の大衆文化に成長させた。大日本麦酒分裂後はサッポロビールの役員となり、不調に終わったアサヒ、サッポロ両社の再統合に向け働きかけていたとされる。
プロ野球への造詣も深く、戦前にはイーグルス（現存しない東京の球団）、戦後には高橋ユニオンズ（1955年のみトンボユニオンズ）のオーナーとなった。彼の関わった球団は、イーグルス（大和）が東京カップスとして再申請するが却下されて休眠化の後に国民リーグの結城ブレーブスとなり、大塚アスレチックス（ここまで国民リーグ）、大映スターズ（当時は金星スターズ、こちらは日本野球連盟）と2度も合流、高橋ユニオンズと統合して「大映ユニオンズ」、さらに毎日オリオンズに合流して東京オリオンズ(合併当初は大毎オリオンズ)となっているため、いずれも千葉ロッテマリーンズの傍系源流球団となっている。
トラック島で戦後掃海作業中に公務死した三男（元海軍士官）が京都帝国大学時代にサッカーをしていた縁もあり、第3代日本サッカー協会会長（1947年 - 1954年）に就任、2005年には第1回日本サッカー殿堂入りを果たした。戦後初の天覧サッカー試合となった1947年4月3日の東西対抗戦（明治神宮外苑競技場）にて、高橋は昭和天皇並びに皇太子明仁親王をグラウンドへ先導し、試合終了後に天皇と皇太子が両軍選手たちを労う場面に立ち会っている。
留学やビール、サッカーでの縁もあり、日独協会会長に就任（1955年4月 - 1965年7月）。
政治家としての経歴は、1946年5月18日、貴族院勅選議員に任じられ、同和会に所属し1947年5月2日の貴族院廃止まで在任。同年4月、第1回参議院議員通常選挙に全国区から無所属で出馬して当選し参議院議員に就任し緑風会に所属した。1951年には通産大臣に就任した。1953年4月、第3回通常選挙に全国区から緑風会所属で立候補したが落選し、参議院議員を1期務めた。
また財界人としては、1947年に日本商工会議所会頭に就任した。その他の団体の役職としては日本遺族会会長や、靖国神社崇敬者総代（1956年 - 1967年）を務めた。
1956年春の褒章でビール事業で技術向上や育成指導に努め業界の発展に寄与したとして藍綬褒章受章。1964年に勲二等旭日重光章を受章。
1967年12月22日死去、92歳。死没日をもって従三位に叙され、銀杯一組を賜った。

## 親族
長男の吉隆（1993年没）も、東京帝国大学卒業後住友銀行副頭取を経てアサヒビール入りし、1971年 - 1976年まで社長を務めた（後に会長に就任）。次男の敏夫は武蔵野化学研究所社長を務め、その娘の佑子は後の衆議院議長伊吹文明に嫁いだ。

## 生家
内子町にある生家は、長男吉隆が死去した後、遺族により内子町に寄贈され、現在は文化交流ヴィラ「高橋邸」として文化活動施設に活用されている。